# Margarida Amaral
Margarida Amaral (Lisboa, 25 de fevereiro de 1928 – Lisboa, 7 de outubro de 2023), foi uma cantora portuguesa. Foi a primeira artista a cantar nas emissões experimentais da RTP, na Feira Popular, em 1956.

## Carreira
Margarida Amaral nasceu em Lisboa, em 1928 e teve uma carreira como cantora de mais de 50 anos. Margarida iniciou o seu percurso artístico nos programas de José Oliveira Cosme, no Rádio Clube Português. Trabalhou na Emissora Nacional até 1975, tendo sido parte integrante do Coro Feminino da Emissora, do Quarteto Feminino, solista da Orquestra Típica Portuguesa de Belo Marques e da Orquestra Ligeira de Tavares Belo, onde cantou até se reformar. 
Além da sua carreira como cantora na Emissora Nacional e na RTP, gravou vários discos e cantigas de homenagem a localidades portuguesas, como são exemplo Caldas da Rainha, Sesimbra, Estoril e São Pedro de Moel. 
Morreu na Casa do Artista, em Lisboa, a 7 de outubro de 2023. 

## Êxitos
Entre os seus êxitos encontram-se:
- "Alô" foi um dos seus maiores sucessos. Estreou esta canção no espetáculo da Orquestra Típica Portuguesa, em julho de 1949.
- "Viva o Sporting", canção de autoria de Artur Ribeiro e Jaime Filipe, foi cantada pela primeira vez para comemorar a vitória do Sporting Clube de Portugal, no campeonato de futebol Taça das Taças, em 1964.
- "Vai-se a Noite num Ai", canção que obteve o 2º lugar no Concurso de Marchas de Lisboa.

## Reportório
Entre o seu repertório encontram-se os temas: 
- Dorme Meu Menino (Manuel Azambuja/Nóbrega e Sousa);
- Santo Antoninho das Neves (António Vítor/Eduardo Loureiro);
- Evocação (Alberto Pais Salvação);
- Julgo Que Sei, Mas Não Sei (Belo Marques/Casimiro Silva);
- Mentiras de Amor (João Nobre);
- Malmequeres (Manuel Paulino Júnior/Tavares Belo);
- Rosas de Toucar (José Oliveira Cosme);
- Nas Voltinhas do Marão (António Pedro);
- Andam Cantigas no Ar (Aníbal Nazaré/Fernando de Carvalho);
- O Que Tem os Teus Olhos;
- Expressão;
- Vira do João;
- Sol Português;
- Festa dos Aventais.

## Ligações Externas
- Entrevista biográfica de Maria João Gama a Margarida Amaral, RTP.
- Tema As Voltinhas do Marão, por Margarida Amaral